# Pedro Labarthe
Pedro Adolfo Labarthe Effio (Lima, 1855 - ibídem, 1 de febrero de 1905), fue un educador y filósofo peruano. Fundador del Colegio de Lima o Colegio Labarthe, que fue uno de los planteles secundarios más importantes de la capital peruana.

## Biografía
Hijo de Santiago Domingo Labarthe de Otárola y Francisca Effio Guzmán. Cursó sus estudios escolares en el Colegio Peruano regentado por Melchor T. García. Luego ingresó a la Universidad de San Marcos, donde se graduó de bachiller (1876), licenciado (1878) y doctor en Letras (1879). Se graduó también de bachiller en Jurisprudencia.
En 1880 se trasladó a Cajamarca, donde asumió la dirección del Colegio Nacional San Ramón. Elegido diputado por la provincia de Hualgayoc, integró el Congreso Constituyente de 1884, el mismo que aprobó el Tratado de Ancón (tratado de paz entre Perú y Chile).
En 1884 asumió la dirección del Colegio Nacional Nuestra Señora de Guadalupe y en tal calidad efectuó intensas gestiones para refaccionar el colegio, que había sido saqueado y devastado por las tropas chilenas de ocupación. En 1886 fue removido de dicho cargo y decidió entonces fundar su propio colegio de segunda enseñanza (secundaria), llamado el Colegio de Lima, más conocido como Colegio Labarthe. Este plantel llegó a tener un gran prestigio y de sus aulas egresaron muchos alumnos que luego destacarían superlativamente en los diversos campos de la actividad humana.
Por su iniciativa se fundó en la Facultad de Letras de San Marcos, la cátedra de Pedagogía (1896), cuyo primer titular fue Isaac Alzamora, y como su adjunto el mismo Labarthe, quien llegó a regentarla en varios períodos académicos. 
Formó parte de la Comisión nombrada por el gobierno de Nicolás de Piérola para elaborar un proyecto de ley orgánica de instrucción pública (1896). Integró además el Consejo Superior de Instrucción Pública (1899). 
En 1904 recibió el encargo de dar lectura al discurso académico de apertura del año universitario de San Marcos titulado El Problema de la Educación Nacional.
Varias instituciones educativas llevan su nombre, como la Gran Unidad Escolar, hoy I.E. Pedro A. Labarthe, en el distrito de La Victoria de Lima y el Politécnico Pedro Labarthe Durand de Chiclayo.

## Publicaciones
- Elementos de Literatura (1900)
- Nociones de Pedagogía (1901).

Publicó además en el diario El Comercio de Lima diversos artículos sobre pedagogía, y en particular, sobre problemas tocantes a la educación secundaria.